# Adrian Waller
Pour les articles homonymes, voir Waller.
Adrian Waller, né le 26 décembre 1989 à Enfield, est un joueur professionnel de squash représentant l'Angleterre. Il atteint en novembre 2019 la 17e place mondiale sur le circuit international, son meilleur classement. Il est champion d'Europe par équipes en 2016.

## Biographie
Il dispute un des matchs les plus longs de l'histoire du squash en s'inclinant en 2013 face à Shawn Delierre 11–13, 12–10, 14–12, 4–11, 14–12 en 157 minutes. Il est le premier joueur à avoir été champion britannique dans toutes les catégories jeunes:  U13, U15, U17 & U19. Il intègre le top 20 avec une 17e place en novembre 2019.

## Palmarès

### Titres
- DPD Open : 2017
- Championnat d'Europe par équipes : 3 titres (2016, 2022, 2023)

### Finales
- Championnats britanniques : 2021
- Championnats du monde par équipes : 3 finales (2017, 2019, 2023)